# سلطان النمری
سلطان النمری (عربی: سلطان النمري؛ زادهٔ ۲۷ ژانویهٔ ۱۹۸۶) یک ورزشکار اهل عربستان سعودی است.
از باشگاه‌هایی که در آن بازی کرده‌است می‌توان به باشگاه فوتبال الاتحاد، باشگاه فوتبال الفیصلی عربستان سعودی، باشگاه فوتبال الوحده عربستان سعودی، و تیم ملی فوتبال عربستان سعودی اشاره کرد.
وی همچنین در تیم ملی فوتبال عربستان سعودی بازی کرده است.